# Steffi Kräker
Stefanie Kräker, detta Steffi (Lipsia, 21 aprile 1960), è un'ex ginnasta tedesco-orientale, dal 1990 tedesca.
Partecipa ai Giochi olimpici di Montreal e di Mosca per la Germania Est vincendo quattro medaglie olimpiche. Ai campionati del mondo di Strasburgo, Fort Worth e Mosca vince in tutto sei medaglie. Partecipa alla coppa del Mondo di ginnastica del 1977, 1978, 1970 e 1980 collezionando in tutto otto medaglie tra cui due ori alle parallele.
Lavora attualmente a Lipsia come psicologa.